# Мебес
Мебес — дворянский род.

## Персоналии
- Карл Мебес (нем. Karl Julius Jakob Mebes; 1789—1861)), доктор медицины (1813); 29 апреля 1832 г. был награждён орденом Св. Станислава 4-1 степени, а 26 июля 1840 года ему с потомством был пожалован диплом на дворянское достоинство[1]
  - Эвальд Мебес (1818—1872)
  - действительный статский советник Юлий Карлович Мебес (1819—1877), доктор медицины (1846)[2]
  - флигель-адъютант, полковник Антон (Оттон) Карлович Мебес (1835—1877)

## Описание герба
Щит полурассечён и пересечён. В первой, серебряной части чёрный якорь с кольцом и анкерштоком. Во второй, золотой части два накрест положенных лазоревых ключа. В третьей, лазоревой части, серебряная трость в перевязь, обвитая золотой змеёй.
Щит увенчан дворянскими шлемом и короной. Нашлемник: три золотых стрелы. Намёт на щите справа чёрный с серебром, слева лазурный с золотом. Герб Мебеса внесён в Часть 11 Общего гербовника дворянских родов Всероссийской империи, стр. 141.